# Хан, Худадад
Худадад Хан (англ. Khudadad Khan, 20 октября 1888 — 8 марта 1971) — индийский кавалер креста Виктории, высшей воинской награды за героизм, проявленный в боевой обстановке, которая может быть вручена военнослужащим стран Содружества и прежних территорий Британской империи.

## Биография
Худадад Хан родился в деревне Даб пенджабской провинции Британской Индии. К 26 годам он был сипаем 129-го собственного герцога Коннаутского полка белуджи Британской Индийской армии. С началом Первой мировой войны батальон, в котором он служил, в составе 1-го индийского корпуса был направлен во Францию для поддержки британских экспедиционных сил. В октябре 1914 года немецкая армия развернула крупное наступление на севере Бельгии, целью которого был захват ключевых морских портов региона — французской Булони и бельгийского Ньивпорта. Апогеем операции стала Первая битва при Ипре, и только что прибывший 129-й полк белуджи был сразу же переброшен на линию фронта на помощь британцам. 31 октября две роты белуджи приняли на себя основную тяжесть немецкого удара в окрестностях деревни Гелювельт в секторе Холлебеке. Несмотря на отчаянное сопротивление, их силы были подавлены, и роты понесли тяжёлые потери. Сипай Худадад Хан был в составе двух пулемётных расчётов, сдерживавших наступление противника на протяжении всего дня. В конечном итоге, второй пулемёт был уничтожен артогнём, а пулемётный расчёт Хана перебит. Все пятеро его товарищей были убиты, но сам Худадад Хан, несмотря на собственное ранение, продолжал вести огонь. По окончании боя он притворился мёртвым и ночью смог отползти назад в расположение своего полка. Благодаря мужеству Хана и его товарищей белуджи, неприятель был задержан достаточно долго для того, чтобы подоспели британские и индийские подкрепления. Они смогли укрепить линию фронта и предотвратить немецкую попытку захвата портов. За свои действия в ходе этого боя Худадад Хан был представлен к награде.
Худадад Хан ушёл в отставку в звании субедар. Вернувшись в родное село, он прожил там до конца жизни, его прах покоится на местном кладбище. Крест Виктории демонстрируется в его родовом доме.